# Parafia Opieki św. Józefa w Leśmierzu
Parafia Opieki św. Józefa w Leśmierzu – parafia rzymskokatolicka należąca do dekanatu Łęczyca w diecezji łowickiej. Erygowana 6 sierpnia 1978 roku przez biskupa łódzkiego Józefa Rozwadowskiego. 
Od 2020 roku proboszczem parafii jest ks. Paweł Pełka.
Do parafii należą wierni z miejscowości: Ambrożew (część), Boczki, Leśmierz, Skotniki i Tymienica.